# Vanilla dressleri
Vanilla dressleri är en orkidéart som beskrevs av Soto Arenas. Vanilla dressleri ingår i släktet Vanilla och familjen orkidéer. Inga underarter finns listade i Catalogue of Life.